# Аттрактор Плыкина
Аттрактор Плыкина — пример динамической системы на диске, максимальный аттрактор которой гиперболичен. В частности, этот пример структурно устойчив, как удовлетворяющий аксиоме A Смейла.

## Конструкция
Аттрактор Плыкина строится как фактор диффеоморфизма тора, являющегося DA-диффеоморфизмом. А именно, диффеоморфизм Аносова {\displaystyle A=\left({\begin{smallmatrix}2&1\\1&1\end{smallmatrix}}\right)^{3}} тора {\displaystyle T^{2}=\mathbb {R} ^{2}/\mathbb {Z} ^{2}} сохраняет точки {\displaystyle (0,0),(0,1/2),(1/2,0),(1/2,1/2)}, являющиеся неподвижными для отображения {\displaystyle I:x\mapsto -x}. Более того, можно провести DA-конструкцию, построив коммутирующий с I диффеоморфизм f, для которого эти точки становятся отталкивающими, причём отображение в окрестности этих точек является чистой (растягивающей) гомотетией.
Фактор тора по действию инволюции {\displaystyle I} — это двумерная сфера (а соответствующее накрытие — двулистное с ветвлением в четырёх точках), и коммутирующее с {\displaystyle I} отображение {\displaystyle f} спускается до диффеоморфизма сферы с четырьмя отталкивающими неподвижными точками. Перенос одной из них на бесконечность (позволяющий перейти к отображению диска в себя) заканчивает построение примера Плыкина.